# سیارک ۲۰۶۴۲
سیارک ۲۰۶۴۲ (به انگلیسی: 20642 Laurajohnson، نامگذاری:1999TC124) بیست هزار و ششصد و چهل و دومین سیارک کشف شده‌است که در ۴ اکتبر ۱۹۹۹ کشف شد.
قدر مطلق سیارک برابر ۱۶.۲ است.